# رنه شار
رنه شار (به فرانسوی: René Char) شاعر قرن بیستم میلادی اهل فرانسه و عضو مقاومت فرانسه بود.